# Árnes (Dorf)
Das Dorf Árnes liegt im Süden von Island.
Es liegt nördlich des Þjórsárdalsvegurs  und hat 72 Einwohner. (Stand 1. Januar 2023)
Im Dorf liegt die Gemeindeverwaltung der Skeiða- og Gnúpverjahreppur.
In der Þjórsárstofa gibt es Informationen über die Þjórsá, Islands größten Fluss.
in Árnes gibt es ein Schwimmbad, einen Zeltplatz und Einkaufsmöglichkeiten.